# Law & Order (11.ª temporada)

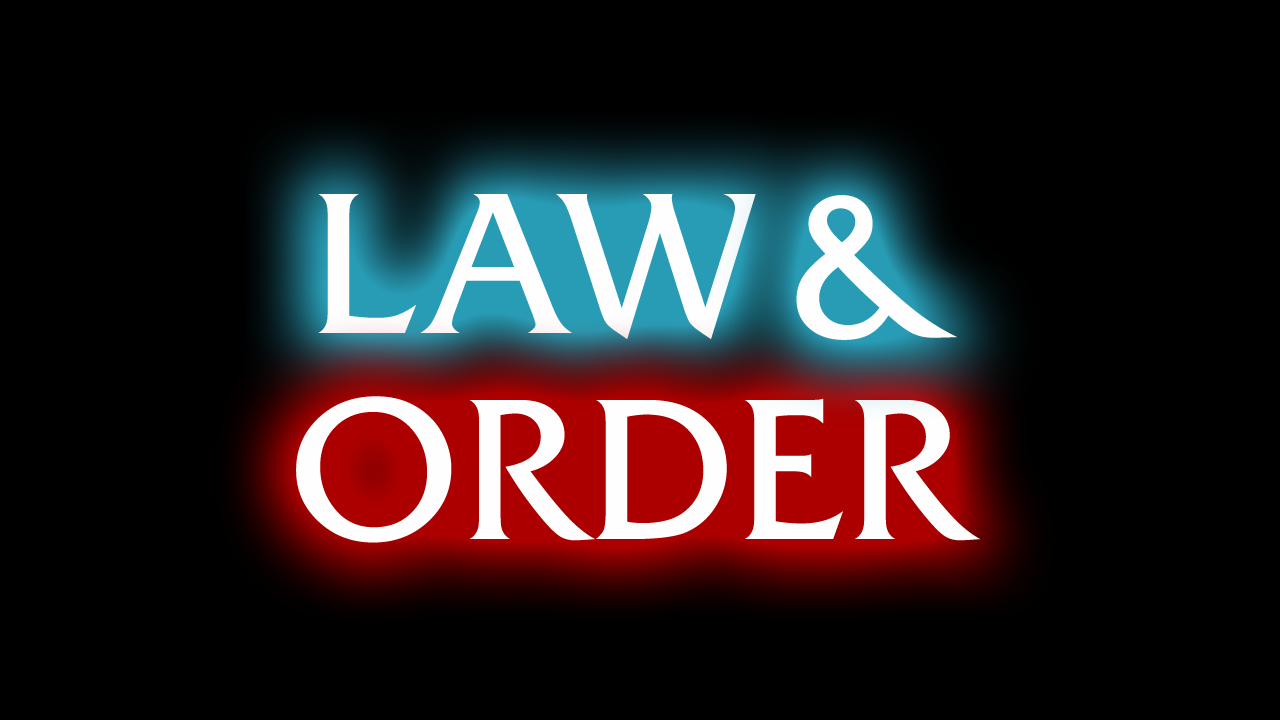
Logo do programa Law & Order

A décima primeira temporada da série americana Law & Order foi exibida do dia 18 de outubro de 2000 até o dia 23 de maio de 2001. Transmitida pelo canal NBC, a temporada teve 24 episódios.

## Episódios
| #T | #S  | Título                                | Transmissão original  | Notas |
| -- | --- | ------------------------------------- | --------------------- | --- |
| 1  | 230 | "Endurance"                           | 18 de outubro, 2000   | - Partição especial do então prefeito de Nova Iorque, Rudy Giuliani. - Primeira aparição da promotora de justiça Nora Lewin.                       |
| 2  | 231 | "Turnstile Justice"                   | 25 de outubro, 2000   | Baseado no caso Kendra Webdale. |
| 3  | 232 | "Dissonance"                          | 1 de novembro, 2000   | |
| 4  | 233 | "Standoff"                            | 8 de novembro, 2000   | |
| 5  | 234 | "Return"                              | 15 de novembro, 2000  | Baseado no caso Samuel Sheinbein. |
| 6  | 235 | "Burn Baby Burn"                      | 22 de novembro, 2000  | Baseado no casos H. Rap Brown e Mumia Abu-Jamal.                                                                                                   |
| 7  | 236 | "Amends"                              | 29 de novembro, 2000  | Baseado no caso Michael Skakel/Martha Moxley. |
| 8  | 237 | "Thin Ice"                            | 20 de dezembro, 2000  | Baseado no caso Thomas Junta. |
| 9  | 238 | "Hubris"                              | 10 de janeiro, 2001   | Baseado no caso Gillian Guess. |
| 10 | 239 | "Whose Monkey is it Anyway?"          | 17 de janeiro, 2001   | |
| 11 | 240 | "Sunday in the Park with Jorge"       | 24 de janeiro, 2001   | Inspirado nos atos de violência de 2000 no dia de desfile de Porto Rico.                                                                           |
| 12 | 241 | "Teenage Wasteland"                   | 7 de fevereiro, 2001  | Baseado no caso Jin-Sheng Liu. |
| 13 | 242 | "Phobia"                              | 14 de fevereiro, 2001 | |
| 14 | 243 | "A Losing Season"                     | 21 de fevereiro, 2001 | Baseado no caso Rae Carruth.. |
| 15 | 244 | "Swept Away - A Very Special Episode" | 28 de fevereiro, 2001 | Inspirado em reality shows como o Big Brother. |
| 16 | 245 | "Bronx Cheer"                         | 14 de março, 2001     | |
| 17 | 246 | "Ego"                                 | 21 de março, 2001     | Baseado no caso Anne Marie Fahey. |
| 18 | 247 | "White Lie"                           | 4 de abril, 2001      | |
| 19 | 248 | "Whiplash"                            | 18 de abril, 2001     | |
| 20 | 249 | "All My Children"                     | 2 de maio, 2001       | Baseado no caso Ennis Cosby. |
| 21 | 250 | "Brother's Keeper"                    | 9 de maio, 2001       | Baseado no caso James J. Bulger. |
| 22 | 251 | "School Daze"                         | 16 de maio, 2001      | Inspirado no Massacre de Columbine High School. |
| 23 | 252 | "Judge Dread"                         | 23 de maio, 2001      | |
| 24 | 253 | "Deep Vote"                           | 23 de maio, 2001      | - Inspirado na controvérsia da recontagem de votos das eleições presidenciais de 2000. - Última aparição da promotora assistente Abbie Carmichael. |

A denominação #T corresponde ao número do episódio na temporada e a #S corresponde ao número do episódio ao total na série

## Elenco

### Law
- Jerry Orbach - Detetive Lennie Briscoe
- Jesse L. Martin - Detetive Ed Green
- S. Epatha Merkerson - Tenente Anita Van Buren

### Order
- Sam Waterston - Jack McCoy
- Angie Harmon - Abbie Carmichael
- Dianne Wiest - Nora Lewin